# Campeonato Feminino da CONCACAF de 2022
O Campeonato Feminino da CONCACAF de 2022 foi a décima primeira edição dessa competição internacional de futebol feminino organizada pela Confederação de Futebol da América do Norte, Central e Caribe (CONCACAF). O torneio foi disputado por oito equipes, entre os dias 4 e 18 de julho, no México.
O torneio serviu como as eliminatórias da CONCACAF para a Copa do Mundo de Futebol Feminino de 2023 na Austrália e Nova Zelândia, bem como para os Jogos Olímpicos de Verão de 2024 na França, os Jogos Pan-Americanos de 2023 no Chile e a Copa Ouro Feminina da CONCACAF de 2024 nos Estados Unidos, está última é a nova principal competição da confederação.
As duas melhores seleções de cada um dos dois grupos se classificaram para a Copa do Mundo, enquanto as terceiras colocadas de cada grupo avançaram para a respescagem intercontinental. A seleção campeã se classificou diretamente para os Jogos Olímpicos e para a Copa Ouro, enquanto as equipes segundo e terceiro colocadas avançaram para o play-off olímpico da CONCACAF. Por fim, os campeões e a melhor equipe de cada uma das três sub-regiões da CONCACAF se classificaram para os Jogos Pan-Americanos.
Os Estados Unidos defendiam o título, tendo vencido os dois últimos campeonatos. Em 18 de julho, a seleção estadunidense conquistou o seu nono título na história após superar o Canadá pelo placar mínimo.

## Qualificação
A competição classificatória foi realizada em fevereiro e abril de 2022. Para seis das oito vagas disponíveis, trinta equipes foram sorteadas em seis grupos de cinco, e jogaram duas partidas em casa e duas fora em formato de todos contra todos em turno único. Os seis vencedores dos grupos avançaram para a fase final do campeonato. Além disso, Canadá e Estados Unidos, as duas equipes da CONCACAF com melhor classificação no Ranking Feminino Mundial da FIFA de agosto de 2020, qualificaram-se automaticamente.

### Seleções qualificadas
As seguintes equipes se classificaram para o torneio final.
| País              | Método de qualificação           | Melhor campanha anterior                                  |
| ----------------- | -------------------------------- | --------------------------------------------------------- |
| Canadá            | Ranking Feminino Mundial da FIFA | Campeão (1998 e 2010)                                     |
| Estados Unidos    | Ranking Feminino Mundial da FIFA | Campeão (1991, 1993, 1994, 2000, 2002, 2006, 2014 e 2018) |
| México            | Vencedor do grupo A              | Vice-campeão (1998 e 2010)                                |
| Costa Rica        | Vencedor do grupo B              | Vice-campeão (2014)                                       |
| Jamaica           | Vencedor do grupo C              | Terceiro lugar (2018)                                     |
| Panamá            | Vencedor do grupo D              | Quarto lugar (2018)                                       |
| Haiti             | Vencedor do grupo E              | Quarto lugar (1991)                                       |
| Trinidad e Tobago | Vencedor do grupo F              | Terceiro lugar (1991)                                     |

## Sedes
Em 14 de fevereiro de 2022, a CONCACAF anunciou que o torneio seria sediado no México, com todas as partidas programadas para serem disputadas na Região Metropolitana de Monterrei.
| Guadalupe                                                                                  | San Nicolás de los Garza |
| ------------------------------------------------------------------------------------------ | ------------------------ |
| Estádio BBVA Bancomer                                                                      | Estádio Universitario    |
| Capacidade: 53.500                                                                         | Capacidade: 41.615       |
|                                                                                            |                          |
| Guadalupe San Nicolás de los GarzaCidades-sedes da Campeonato Feminino da CONCACAF de 2022 |                          |

## Sorteio
O sorteio da fase de grupos foi realizado em 19 de abril de 2022, às 19h00min EDT (UTC−4), na sede da CONCACAF em Miami, nos Estados Unidos. As oito equipes foram divididas em quatro potes de duas equipes cada, com base no Ranking Feminino Mundial da FIFA de junho de 2021. A nação com melhor classificação, os Estados Unidos, foi automaticamente colocada na posição 1 do Grupo A, enquanto a segunda a nação mais bem classificada, o Canadá, foi colocada na posição 1 do Grupo B. As demais equipes foram sorteadas para os grupos A e B na ordem, assumindo a posição correspondente ao seu pote.
| Pote 1                                                | Pote 2                          | Pote 3                       | Pote 4                                |
| ----------------------------------------------------- | ------------------------------- | ---------------------------- | ------------------------------------- |
| - Estados Unidos (1) (como A1) - Canadá (8) (como B1) | - México (28) - Costa Rica (36) | - Jamaica (51) - Panamá (60) | - Haiti (62) - Trinidad e Tobago (70) |

## Fase de grupos
Oito times disputaram o torneio, divididos em dois grupos de quatro times e disputaram partidas únicas de todos contra todos. As duas melhores equipes de cada grupo avançaram para a fase final e se classificaram diretamente para a Copa do Mundo de Futebol Feminino de 2023. Os dois terceiros colocados da fase de grupos se classificaram para a respescagem intercontinental.
Todas as partidas seguem o fuso horário local (UTC–5).
|  | Equipes classificadas para a fase final e para a Copa do Mundo de Futebol Feminino de 2023 |
|  | Equipes eliminadas e classificadas para respescagem intercontinental                       |
|  | Equipes eliminadas                                                                         |

## Fase final
A fase final foi disputada em duas fases, semifinal e final, que foram realizadas em jogo único. A equipe campeã se qualificou diretamente para os Jogos Olímpicos de Verão de 2024 e para a Copa Ouro Feminina da CONCACAF de 2024, enquanto os segundos e terceiros colocados se qualificaram para o play-off olímpico da CONCACAF.
|  | Semifinais                             | Semifinais                             |   |                         | Final                   | Final |  |
|  |                                        |                                        |   |                         |                         |       |  |
|  | 14 de julho – San Nicolás de los Garza |                                        |   |                         |                         |       |  |
|  | Estados Unidos                         | 3                                      |   |                         |                         |       |  |
|  | Costa Rica                             | 0                                      |   |                         |                         |       |  |
|  |                                        |                                        |   |                         |                         |       |  |
|  |                                        |                                        |   |                         | 18 de julho – Guadalupe |       |  |
|  |                                        |                                        |   |                         | Estados Unidos          | 1     |  |
|  |                                        | Canadá                                 | 0 |                         |                         |       |  |
|  |                                        |                                        |   |                         |                         |       |  |
|  |                                        |                                        |   |                         |                         |       |  |
|  |                                        |                                        |   |                         | Terceiro lugar          |       |  |
|  | 14 de julho – San Nicolás de los Garza | 14 de julho – San Nicolás de los Garza |   | 18 de julho – Guadalupe | 18 de julho – Guadalupe |       |  |
|  | Canadá                                 | 3                                      |   | Costa Rica              | 0                       |       |  |
|  | Jamaica                                | 0                                      |   |                         | Jamaica (pro)           | 1     |  |

## Play-off Olímpico
O Play-off da CONCACAF para o Torneio Olímpico de Futebol Feminino de 2024 decidiu a segunda vaga da CONCACAF para o torneio olímpico de futebol na França. Disputado em duas partidas de ida e volta em setembro de 2023 pelas equipes que terminaram em segundo e terceiro lugar no Campeonato Feminino da CONCACAF de 2022.
O Canadá derrotou a Jamaica em ambas as partidas e se qualificou para sua quinta participação em Jogos Olímpicos e de maneira consecutiva. O vencedor também se classificou diretamente para a Copa Ouro Feminina da CONCACAF de 2024.

### Jogo de Ida
| 22 de setembro de 2023 | Jamaica | 0 – 2     | Canadá                  | Independence Park, Kingston            |
| 19h00min (UTC–5)       |         | Relatório | 18' Prince · 90+3' Leon | Público: 9,000 Árbitro: Katja Koroleva |

### Jogo de Volta
| 26 de setembro de 2023 | Canadá                    | 2 – 1     | Jamaica    | BMO Field, Toronto                          |
| 19h00min (UTC–4)       | Lacasse 40' · Huitema 50' | Relatório | 33' Spence | Público: 29,212 Árbitro: Katia Itzel García |

## Qualificação para torneios internacionais

### Seleções qualificadas para a Copa do Mundo de Futebol Feminino
Os representantes da CONCACAF serão os quatro semifinalistas que se classificaram diretamente para a Copa do Mundo de Futebol Feminino de 2023 na Austrália e Nova Zelândia, enquanto os terceiros colocados da fase de grupos se qualificaram para a respescagem intercontinental.
| Seleção        | Data de qualificação    | Aparições anteriores na Copa do Mundo FIFA de Futebol Feminino |
| -------------- | ----------------------- | -------------------------------------------------------------- |
| Estados Unidos | 7 de julho de 2022      | 8 (1991, 1995, 1999, 2003, 2007, 2011, 2015 e 2019)            |
| Canadá         | 8 de julho de 2022      | 7 (1995, 1999, 2003, 2007, 2011, 2015 e 2019)                  |
| Costa Rica     | 8 de julho de 2022      | 1 (2015)                                                       |
| Jamaica        | 11 de julho de 2022     | 1 (2019)                                                       |
| Panamá         | 21 de fevereiro de 2023 | Estreante                                                      |
| Haiti          | 22 de fevereiro de 2023 | Estreante                                                      |

Em negrito estão as edições em que a seleção foi campeã. Em itálico estão as edições em que o país foi anfitrião.

### Seleções qualificadas para os Jogos Olímpicos de Verão e Copa Ouro da CONCACAF
As duas equipes a seguir da CONCACAF se classificarão para o torneio de futebol feminino dos Jogos Olímpicos de Verão de 2024 na França e para a Copa Ouro Feminina da CONCACAF de 2024 nos Estados Unidos. Além do vencedor do campeonato, o vencedor dl play-off olímpico da CONCACAF, entre as equipes do segundo e terceiro colocadas do campeonato também se classificou.
| Seleção        | Data de qualificação   | Aparições anteriores nos Jogos Olímpicos de Verão |
| -------------- | ---------------------- | ------------------------------------------------- |
| Estados Unidos | 18 de julho de 2022    | 7 (1996, 2000, 2004, 2008, 2012, 2016 e 2020)     |
| Canadá         | 26 de setembro de 2023 | 4 (2008, 2012, 2016 e 2020)                       |

Em negrito estão as edições em que a seleção foi campeã. Em itálico estão as edições em que o país foi anfitrião.

### Seleções qualificadas para os Jogos Pan-Americanos
Semelhante ao campeonato de 2018, este torneio foi usado para determinar as quatro equipes da CONCACAF que se classificaram para os Jogos Pan-Americanos de 2023 no Chile. A seleção campeã e a melhor equipe de cada uma das três subrregiões da CONCACAF, ou seja, Caribe (CFU), América Central (UNCAF) e América do Norte (NAFU), se classificaram. No entanto, o Canadá recusou-se a participar alegando problemas de calendário e foi substituído pelo México, a próximo melhor equipe da NAFU.
| Seleção        | Subrregião                              | Data de qualificação   | Aparições anteriores nos Jogos Pan-Americanos Em negrito estão as edições em que a seleção foi campeã. Em itálico estão as edições em que o país foi anfitrião. |
| -------------- | --------------------------------------- | ---------------------- | --- |
| Costa Rica     | UNCAF                                   | 8 de julho de 2022     | 5 (1999, 2003, 2011, 2015 e 2019) |
| Jamaica        | CFU                                     | 11 de julho de 2022    | 2 (2007 e 2019) |
| Estados Unidos | NAFU (Classificada pela cota de campeã) | 14 de julho de 2022    | 2 (1999 e 2007) |
| México         | NAFU                                    | 12 de setembro de 2023 | 6 (1999, 2003, 2007, 2011, 2015 e 2019) |

Em negrito estão as edições em que a seleção foi campeã. Em itálico estão as edições em que o país foi anfitrião.